# Уиндзор Парк
«Уи́ндзор Парк» (англ. Windsor Park) — футбольный стадион в столице Северной Ирландии, Белфасте. Самый большой североирландский стадион; является домашней ареной клуба «Линфилд» и национальной североирландской сборной. На стадионе проводятся финальные матчи Кубка Северной Ирландии и Кубка североирландской лиги.

## История
«Уиндзор Парк» был построен в 1905 году. В этом же году арена была открыта матчем, в котором встретились «Линфилд» и «Гленторан».
К 1930 году стадион был окончательно достроен. Проект арены разработал шотландский архитектор, Арчибальд Лейтч среди работ которого такие известные стадионы, как «Стэмфорд Бридж», «Селтик Парк», «Айброкс» и «Хэмпден Парк».
После достройки «Виндзор Парк» состоял из одной большой крытой трибуны, полностью состоящей из сидячих зрительских мест («Большая трибуна» (англ. the Grandstand), сейчас её называют Южной трибуной (англ. the South Stand)). Напротив неё располагалась такая же по размеру «терраса» но, наоборот, открытая и без лавок для сидения. За западными воротами была построена также открытая трибуна, названная «Коп» (англ. Spion Kop), за восточными — ещё одна «стоячая» «терраса», «Рэйлуэй Энд» (англ. the Railway End). Максимальное количество зрителей, которое мог вместить «Виндзор Парк» в то время, было 60 тысяч человек.
В начале 1960-х годов «Рэйлуэй Энд» оборудовали местами для сидения, переименовав в «Рэйлуэй Стэнд» (англ. the Railway Stand).
В 1970-х годах между этой «террасой» и «Большой трибуной» был сконструирован небольшой угловой сектор, который отводился зрителям с ограниченными возможностями.
В следующее десятилетие была снесена большая открытая трибуна. На её месте построили двухъярусную «сидячую» «террасу», «Северную трибуну» (англ. North stand).
В конце 1990-х годов модифицировали «Коп» — сначала его практически снесли до основания, оставив лишь несущие конструкции, затем строители на этом месте построили пятитысячную трибуну, полностью «сидячую». Администрация стадиона назвала её «Западной» (англ. West stand), но среди болельщиков это название не прижилось, и они по-прежнему называли её «Коп».
Текущая вместимость «Уиндзор Парка» составляет 24 734 места, из которых 12 342 являются «сидячими». Максимальная вместимость на международных соревнованиях — 15 602, достигается установкой дополнительных временных сидений.
Во время домашних матчей «Линфилда» для его болельщиков открыты Южная трибуна и «Коп». Для фанатов гостевой команды предоставляется северная «терраса». Так как «Виндзор» является домашней ареной для сборной Северной Ирландии, то болельщикам «Линфилда» при распределении билетов достаётся самая большая квота — 15 процентов от общего числа.
К сезону 2010/11 Северную трибуну планировалось оснастить новой крышей.
Утром 31 марта 2015 года, через полтора дня после отборочной игры к Евро-2016 между сборными Северной Ирландии и Финляндии, в кирпичной кладке основания Западной трибуны была обнаружена трещина. Поскольку на тот момент велась реконструкция стадиона, в ходе которой были снесены Восточная и Южная трибуны, а состояние Западной оказалось небезопасным, было решено отложить ближайшую игру, намеченную на 4 апреля — белфастское дерби между «Линфилдом» и «Крузейдерс».
После глобальной реконструкции, законченной в 2016 году, вместимость составила 18 500 мест.

## Интересные факты
- Во всём мире популярна некорректная версия о происхождении названия арены — по ней стадион был назван в честь правящей британской династии Виндзоров. На самом деле арена получила своё название по району на юге Белфаста в 1905 году — на 12 лет раньше, чем королевская семья начала именоваться Виндзорской в 1917 году.
- С 2004 по 2008 год «терраса» «Коп» официально называлась «Трибуной Алекса Расселла», в честь бывшего вратаря и тренера «Линфилда». В декабре 2008 года, видя неоднозначное отношение болельщиков к данному переименованию, руководство «синих» вернуло трибуне неофициальное название[1].
- Североирландские сборные всех возрастов продолжают играть на «Уиндзор Парке», несмотря на постоянно появляющиеся сообщения в прессе о желании ФИФА и УЕФА запретить проводить на арене международные матчи из-за несоответствия стадиона интернациональным стандартам.